# Busseola submarginalis
Busseola submarginalis là một loài bướm đêm trong họ Noctuidae.